# 电影制片人
电影制作人（英語：Film producer），又称電影監製，是管理整部電影、電視電影或電視連續劇拍片的專案管理工作。有认为中文中使用的監製一词起于香港电影业。

## 職能
工作性质好比商人一樣，包括：資金籌措、尋找或購買電影劇本、尋找演員和幕後工作人員、尋找合作廠商，聘雇、任用與人事調度，控制預算、監督和控管拍攝日程進度等，讓電影能在合理的時間與成本下完成。在拍片過程中，制片人的一舉一動都容易影響到整部影片的品質，是不可或缺的職位。

## 特質
在商業電影發達的地區，許多經驗老到的成功監製可以要求拍攝何種走向及風格的電影，甚至乎凌駕導演成為電影內容的主導者，成為電影製作過程中權力最大的人，佼佼者包括謝利·畢咸瑪、祖·舒路華和乔治·盧卡斯等。而現在有很多華人演員或導演都身兼監製，開始廣泛獨立，佼佼者導演包括徐克与陳可辛、杜琪峰、王家衛和王晶等，演員則包括周星馳与劉德華、洪金寶、李修賢等。